# Нелюбины
Нелюбины — дворянский род.
Происходит от Александра Петровича Нелюбина (1785—1858) — академика, доктора медицины и хирургии. Окончил курс Императорской медико-хирургической академии, был там же профессором фармации.
В службу вступил в 1805 году. 19.02.1818 произведён в коллежские асессоры. 15.05.1836, находясь в чине статского советника, получил диплом на потомственное дворянское достоинство.

## Описание герба
Щит пересечён. В первой, золотой части, два чёрных противопоставленных орлиных крыла. Во второй, лазоревой части, серебряная, о пяти острых вершинах, гора, сопровождаемая в главе золотым жезлом, обвитым серебряною змеёю, в пояс.
Щит увенчан дворянскими шлемом и короной. Нашлемник: три серебряных страусовых пера. Намёт: справа — чёрный, с золотом, слева — лазоревый, с серебром.
Герб Нелюбина внесён в Часть 11 «Общего гербовника дворянских родов Всероссийской империи», стр. 92.